# 弗里德里希·瑙曼
弗里德里希·瑙曼（Friedrich Naumann；1860年3月25日—1919年8月24日），德国政治家，1907年起担任德国国会主席，1918年创建德国进步党。